# Tărnene
Tărnene (bulgariska: Търнене) är ett distrikt i Bulgarien.   Det ligger i kommunen Obsjtina Pleven och regionen Pleven, i den centrala delen av landet, 120 km nordost om huvudstaden Sofia.